# Tomy Tutor
Tomy Tutor (Tutor / Pyuuta) је кућни рачунар, производ фирме Tomy који је почео да се израђује у Јапану током 1983. године.
Користио је Texas-Instrument TMS 9995NL као централни микропроцесор а РАМ меморија рачунара Tutor је имала капацитет од 16 kb (до 64 kb). 
Био је сличан рачунару Texas Instruments TI-99/4A.

## Детаљни подаци
Детаљнији подаци о рачунару Tutor су дати у табели испод.
|                       |                                             |
| [ 1 ]                 |                                             |
| Произвођач            |                                             |
| Тип                   | кућни рачунар                               |
| Меморија              | 16 (до 64 )                                 |
| Поријекло             | Јапан                                       |
| Година                | 1983                                        |
| Тастатура             | QWERTY, 56 гумених тастера                  |
| Процесор              |                                             |
| Фреквенција процесора | 2,7                                         |
| RAM                   | 16 (до 64 )                                 |
| ROM                   | 32 (TOMY Basic, GBASIC, и графички софтвер) |
| Текст                 | 32 x 24 са 16 боја                          |
| Графика               | 256 x 192 са 16 боја                        |
| Боја                  | 16                                          |
| Звук                  | 3 канала (2 музика, 1 шум), 8 октава        |
| Димензије             | 36 x 24                                     |
| Портови               |                                             |
| Оперативни систем     |                                             |